# Lesse

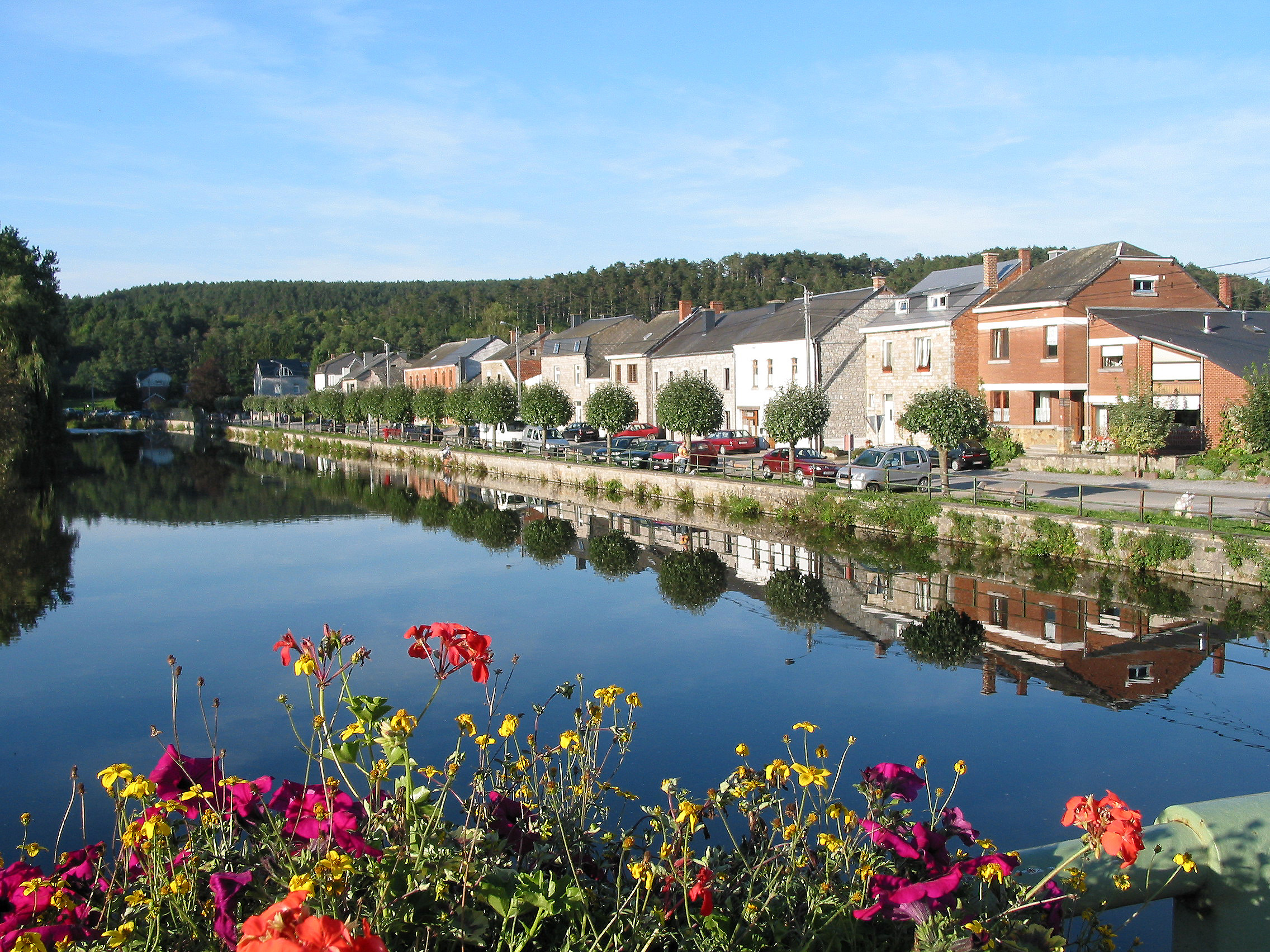
O rio.

O Lesse é um rio das Ardenas, na Valônia, Bélgica.
É um afluente do Rio Mosa.